# Episodi di Future Man (seconda stagione)
La seconda stagione della serie televisiva Future Man è stata pubblicata negli Stati Uniti, da Hulu, l'11 gennaio 2019.
In Italia la stagione è stata interamente pubblicata il 12 settembre 2019 da Prime Video.
| n° | Titolo originale                  | Titolo italiano             | Prima TV USA    | Prima TV Italia   |
| -- | --------------------------------- | --------------------------- | --------------- | ----------------- |
| 1  | Countdown to Prologue             | Inizio del countdown        | 11 gennaio 2019 | 12 settembre 2019 |
| 2  | The I of the Tiger                | L'altra Tiger               | 11 gennaio 2019 | 12 settembre 2019 |
| 3  | A Wolf in the Torque House        | La grande semina            | 11 gennaio 2019 | 12 settembre 2019 |
| 4  | Guess Who's Coming to Lunch       | Indovina chi viene a pranzo | 11 gennaio 2019 | 12 settembre 2019 |
| 5  | J1: Judgement Day                 | J1: giorno del giudizio     | 11 gennaio 2019 | 12 settembre 2019 |
| 6  | The Binx Ultimatum                | L'ultimatum di Binx         | 11 gennaio 2019 | 12 settembre 2019 |
| 7  | Homicide: Life in the Mons        | Omicidio: vita nel Mons     | 11 gennaio 2019 | 12 settembre 2019 |
| 8  | The Last Horchata                 | L'ultima horchata           | 11 gennaio 2019 | 12 settembre 2019 |
| 9  | The Ballad of PUP-E Q. Barkington | Achille                     | 11 gennaio 2019 | 12 settembre 2019 |
| 10 | Exes and OS's                     | Ex e sistemi operativi      | 11 gennaio 2019 | 12 settembre 2019 |
| 11 | Dia de Los Robots                 | Dia de Los Robots           | 11 gennaio 2019 | 12 settembre 2019 |
| 12 | The Brain Job                     | Il lavoretto completo       | 11 gennaio 2019 | 12 settembre 2019 |
| 13 | Ultra-Max                         | Ultra-Max                   | 11 gennaio 2019 | 12 settembre 2019 |